# Chityna
Chityna (stgr. χιτών chiton ‘wierzchnia szata’) – organiczny związek chemiczny z grupy biopolimerów, polisacharyd zbudowany z cząsteczek β-glukozaminy, połączonych wiązaniami β-1,4-glikozydowymi. Występuje w ścianach komórkowych wodorostów, grzybów i bakterii, a także w szkieletach zewnętrznych stawonogów (które tworzy wraz z białkami oraz solami wapnia i magnezu). Jej obecność potwierdzono także u mięczaków, ramienionogów i mszywiołów.

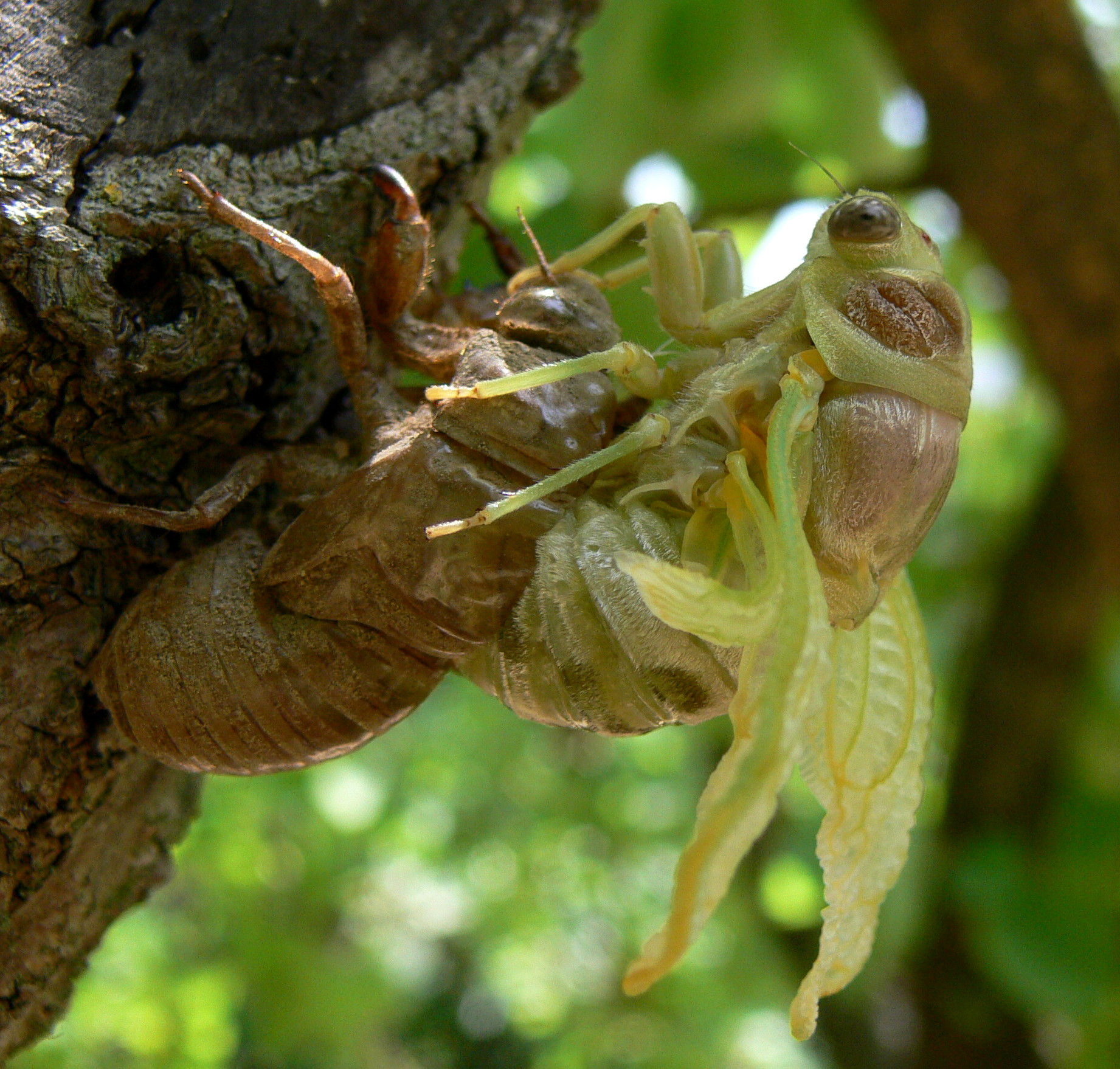
Cykada opuszczająca swój chitynowy egzoszkielet w czasie wylinki

Chemicznie chityna ma podobną strukturę do celulozy. Zamiast merów glukozydowych posiada ona jednak mery N-acetyloglukozoaminowe (dokładnie N-acetylo-D-glukozo-2-aminowe). Tak jak w celulozie, tworzą one długie łańcuchy polimerowe poprzez wiązania β-1,4-glikozydowe. Wymiana części atomów tlenu na atomy azotu w strukturze chityny w stosunku do struktury celulozy powoduje, że w chitynie występują dużo silniejsze międzycząsteczkowe wiązania wodorowe, co skutkuje większą wytrzymałością mechaniczną chityny w stosunku do celulozy.